# Богословский, Павел Степанович
Па́вел Степа́нович Богосло́вский (17 (29) июня 1890, с. Веретия, Соликамский уезд, Пермская губерния — 28 марта 1966, Москва) — российский и советский литературовед, фольклорист, этнограф, профессор, заведующий кафедрой русской литературы (1922–1931, 1947–1948) историко-филологического факультета Пермского университета,  руководитель Пермского губернского архива (1922), директор Пермского научного музея (1924).
Действительный член Императорского Петроградского археологического института, действительный член Русского географического общества (с 1928).

## Биография
Родился в семье священнослужителя.

Род Богословских был потомственным родом священников. Дед Михаил Игнатьевич был соратником Серафима Саровского. Из Мордовии Михаил вместе с братом Петром приехал в Пермскую губернию. Пётр стал священником в Лёнве, а Михаил десятником. Его сын, Степан Михайлович, окончил духовную семинарию, но пошёл работать учителем в Лёнвинскую школу. Здесь он встретился со своей будущей женой, учительницей Екатериной Фёдоровной Антипиной. Брак и необходимость содержать семью побудили принять Степана Михайловича священнический сан и приход в Веретии, где и родился сын Павел. Всего в семье было девять детей.
— Геннадий Верёвкин
Получил образование в Соликамском духовном училище и Пермской духовной семинарии.
В 1913 году окончил историко-филологический факультет Петербургского университета и Петербургский археологический институт. Вернувшись в Пермь, начал работать заведующим историко-этнографического отдела Пермского научно-промышленного музея и в должности учителя русской литературы и латинского языка во 2-й мужской гимназии.
В 1919 году сдал испытания на магистерскую степень. Поэтому П. С. Богословский является либо первым, либо  одним из первых в Пермском университете, получившим степень магистра.
С 1916 года преподавал на историко-филологическом факультете в Пермском университете, сначала в должности старшего сотрудника, потом приват-доцента, в 1922—1931 годы в должности профессора заведовал кафедрой русской литературы. Одновременно в 1922 году руководил Пермским губернским архивом, а в 1924 году занимал должность директора Пермского научного музея.
В 1920-е годы был одним из активных участников российского краеведческого движения. В Перми он не только занимался исследовательской деятельностью, но многое сделал для создания научно-краеведческой школы.
С 1923 года руководил работой Кружка по изучению Северного края при Пермском университете, в 1929 году создал Литературно-театральный музей, организовал издание «Пермского краеведческого сборника», занимался разработкой методологии научно-краеведческой работы, сформулировал главные принципы всестороннего культурно-исторического изучения Урала, обосновал наличие на Урале «своеобразной горнозаводской цивилизации».
Подготовленные Богословским статьи по истории литературы и печати в Прикамье до сих пор остаются ценным научным источником.
Репрессии 1930-х годов против краеведов не миновали и Богословского. В 1932 году во избежание преследований в Перми был переведен в Московский центральный научно-исследовательский институт методов краеведческой работы и Центральное бюро краеведения, однако в 1935 году был арестован по обвинению в контрреволюционной деятельности. Отбывал наказание в Карагандинском исправительно-трудовом лагере. Здесь первые два года руководил Музеем полупустынно-степной части Центрального Казахстана, потом работал метеорологом в Карлаге. В 1940 году был освобожден и до 1946 года заведовал кафедрой языка и литературы Карагандинского учительского института. В это время Богословским была написана докторская диссертация «Сборник Кирши Данилова в связи с проблемой эпической традиции», где утверждалось уральское, а не сибирское происхождение известной рукописи. Диссертация осталась незащищенной.
По возвращении в Пермь в 1947—1948 гг. вновь заведовал кафедрой русской литературы историко-филологического факультета Пермского университета, но вскоре был вынужден оставить университетскую работу. После переезда в Москву в 1956 году работал над личным архивом, который впоследствии был передан в Пушкинский Дом (Институт русской литературы) РАН. Рукописная картотека П. С. Богословского в 1992 году была передана из Пушкинского дома в Лабораторию литературного краеведения им. П. С. Богословского (с 2012 года — Лаборатория политики культурного наследия) Пермского государственного университета. Личный фонд семьи Богословских находится в Государственном архиве Пермского края.
Скончался в Москве 28 марта 1966 года.

## Горнозаводская цивилизация
Уральский краевед и писатель А. В. Иванов приписывает П. С. Богословскому создание понятия «Горнозаводская цивилизация». Некоторые краеведы Урала оспаривают это предположение.

### Художественные произведения
- Архирейская немилость. Пермь, 1914;
- Жизнь зовет. Рассказы, очерки и воспоминания. Сборник первый. Пермь, 1913;

### Труды по фольклору и истории края
- Архимандрит Иакинф//Известия Пермского Епархиального Церковно-Археологического Общества. — Пермь : Типо-Литогр. Губ. Правл., 1915. — Вып. 1. — С. 67-79;
- Демонологический рукописный мотив и северная сказка//Вологда, 1923. — 170—173 с. ; 25 см. — Из журн. «Север», (Вологда), 1923. № 2
- Замечательная надпись XVII века, высеченная на каменной церкви Верх-Боровского села Чердынского уезда//Известия Пермского Епархиального Церковно-Археологического Общества. — Пермь : Типо-Литогр. Губ. Правл., 1915. — Вып.1. — С. 80-82;
- Из местных историко-литературных разысканий// Пермь : 1-я тип. «Пермпромкомбината», [1926]. — 15 с. ; 25 см. — Отд. отт. из «Пермского Краеведческого Сборника», вып. II. 1926 г;
- Из материалов по истории литературы и печати в Пермском крае // Пермский краеведческий сборник. 1926. Вып. 2;
- Соликамск на рубеже XVI и XVII вв. // 1925. Вып. 2;
- История правительственного обследования в XVIII веке Пермского края в этнографическом отношении. Отдельный оттиск из издания «Известия общества археологии и этнографии» при Казанском университете. 1929. Том XXXIV. Вып. 3-4;
- Материалы по народному быту, фольклору и литературной старине // Пермский краеведческий сборник. 1924. Вып. 1;
- Крестьянская свадьба в лесах Вильвы Пермского округа // Пермский краеведческий сборник. 1926. Вып. 2.;
- О журналах пермских учащихся недавнего времени // Кунгурско-Красноуфимский край. 1925. № 8-10;
- Памяти писателя-пермяка Д. Н. Мамина-Сибиряка. (к вопросу об изучении его творчества) // Научно-педагогический вестник. 1923. № 1;
- Пермский край в историко-литературном отношений // Экономика. Пермь. 1925. № 2-3;
- Песня об усах из сборника Кирши Данилова и Камская вольница. Опыт анализа и локализации текста. Пермь, 1928;
- Подземный ход и археологические раскопки в селе Пыскор Соликамского уезда//Известия Пермского Епархиального Церковно-Археологического Общества. — Пермь : Типо-Литогр. Губ. Правл., 1915. — Вып. 1. — С. 92-140;
- Сотрудница «Современника» и «Отечественных записок», пермская писательница А. А. Кирпищикова // Пермский краеведческий сборник. 1926. Вып. 2;
- Сибирские путевые записки Радищева и их историко-культурное и литературное значение (Опыт изучения). С приложением материалов о Пермском крае. Б. м. и б. г. 28 с.;
- Старинная рукопись-миниатюра библиотеки Пермской духовной семинарии // Пермские епархиальные ведомости. 1914. № 11-12;
- Строгановский крест//Известия Пермского Епархиального Церковно-Археологического Общества. — Пермь : Типо-Литогр. Губ. Правл., 1917. — Вып. 2. — С. 1-5;
- Верхотурские царские грамоты (нач. XVII века);
- Рукопись на бересте//Известия Пермского Епархиального Церковно-Археологического Общества. — Пермь : Типо-Литогр. Губ. Правл., 1915. — Вып. 1. — С. 37-40;
- Три неизданных письма Горького // Труды Орехово-зуевского педагогического института. М., 1936;
- Уральский список «Горя от ума» 1929-31 гг. Отд. оттиск из «Ученых записок Пермского госуниверситета». 1929. № 1 — http://arch.permculture.ru/handle/permculture/2500;
- Шадринские акты XVII века. («Памяти» приказчику Степану Фефилову 1697—1698 гг.) Пермь, 1914.

### Материалы о краеведческой работе
- Задачи районной краеведческой работы // Экономика. 1924. № 7;
- Из записной книжки пермского историографа; О краеведческой работе в Перми // Север. Вологда. 1923. Кн. 3;
- К подготовке краеведов-этнологов в Пермском университете // Экономика. Пермь. 1926. № 4;
- К этнологии Пермского края // Экономика. 1926. № 4;
- К номенклатуре, этнографии и хронологии свадебных чинов; Пермские сказания о картофеле; Обработка льна и «копотиха» в Добрянском р-не, Пермского окр. // Пермский краеведческий сборник. 1927. Вып. 3;
- Краеведческая работа в г. Перми, её перспективы и областное значение // Экономика. Пермь. 1923. № 9;
- Краеведческая работа при Пермском университете // На третьем фронте. 1923. № 1;
- На путях к культурному и экономическому возрождению края. В кружке по изучению северного края при университете // Экономика. Пермь. 1923. № 2-3;
- Научное этнографическое общество при Пермском университете. Пермь, 1930;
- Об изучении Пермского края в лингвистическом и этнографическом отношениях // Север. Вологда. 1924. № 1;
- О постановке историко-культурных изучений Урала // Уральское краеведение. Свердловск. 1927. Вып. 1;
- О собирании этнографических материалов // Экономика. Пермь. 1925. № 10;
- Памяти краеведа И. Я. Кривощекова // Звезда. 9.12.1926;
- Пермская этнография за 1917—1926 гг. // Этнография. 1927. № 2;
- Проблема историко-этнографического исследования Прикамско-Уральского края // Экономика. Пермь. 1925. № 8-9;